# Geneva (town)
Geneva (traducibile in italiano come Ginevra) è un comune degli Stati Uniti d'America situato nello Stato di New York e in particolare nella contea di Ontario.
Geneva confina con una città con lo stesso nome, da cui fu staccata a fine Ottocento.